# Сополид (иларх)
Сополид, также Сопол (др.-греч. Σώπολις) — македонский военачальник.
Сополид родился не позднее 365 года до н. э. в семье македонского аристократа Гермодора. Впервые Сополид упомянут в качестве иларха амфиполитанцев во время кампании Александра Македонского 335 года до н. э. против трибаллов.
В битве при Гавгамелах 331 года до н. э. он руководил илой тяжёловооружённой конницы гетайров на правом фланге, которая располагалась между отрядами Аристона и Гераклида.
Зимой 328/327 года до н. э. Александр Македонский отправил Сополида из Навтаки вместе с Эпокиллом и Менидом в Македонию, чтобы набрать пополнение для войска.
Об аристократическом происхождении Сополида свидетельствует не только его должность командующего илой гетайров, но и то, что его сын Гермолай был личным пажом Александра. В 327 году до н. э. Гермолай был обвинён в заговоре против царя и казнён. Историк В. Хеккель отмечает, что после этого времени в античных источниках отсутствуют какие-либо упоминания Сополида. Возможно, его арестовали и казнили как отца заговорщика. В то же время, отец другого заговорщика Асклепиодор не пострадал и участвовал в битве при Гидаспе в следующем 326 году до н. э.